# Trombone Champ
Trombone Champ é um jogo de ritmo focado em trombones, desenvolvido e publicado pela Holy Wow Studios em 15 de setembro de 2022. Bem como em outros jogos de ritmo como Guitar Hero e Wii Music, os jogadores são encarregados de realizar ações no tempo correto de acordo com notas musicais que aparecem na tela, uma maior precisão resultando em uma pontuação mais alta.
O jogo foi bem recebido pela crítica em seu lançamento, com elogios a sua jogabilidade e a seu humor. Após se tornar um meme, ele também obteve sucesso comercial. Trombone Champ foi indicado a diversos prêmios, em eventos como o BAFTA Game Awards e o D.I.C.E. Awards, e incluído em listas de fim de ano de publicações como The New Yorker, Forbes e Paste.

## Jogabilidade
Trombone Champ é um jogo de ritmo onde os jogadores usam um trombone virtual para tocar várias músicas, que vão desde músicas clássicas e de domínio público até faixas originais e remixes. Estas faixas são acompanhadas por visuais relacionados às canções, muitas vezes de forma cômica, como uma bandeira dos Estados Unidos, uma pilha de dinheiro e um hambúrguer gigante em "The Star-Spangled Banner". Os jogadores movem o mouse para alterar o tom do trombone e usam o botão do mouse ou as teclas do teclado para tocar. Os jogadores ganham pontos acertando as notas à medida que passam pela tela, com mais pontos ganhos ao manter combos sucessivos e preencher um medidor "Champ" que, quando preenchido, fornece ainda mais pontos. No entanto, errar notas fará com que o jogador perca seu multiplicador de combo e "Champ", além de potencialmente perder pontos. Os jogadores também ficarão momentaneamente sem fôlego se segurarem uma nota por muito tempo. A jogabilidade do jogo foi comparada por alguns jornalistas à de outros jogos de ritmo, como Guitar Hero, Rock Band e Wii Music.
No final de cada música, os jogadores recebem uma classificação de F a S com base em sua pontuação, bem como uma moeda do jogo conhecida como Toots. Toots podem ser gastos em cartas de troca do jogo conhecidas como Tromboner Cards, que contêm curiosidades humorísticas e às vezes fictícias sobre músicos, trombones e a história do jogo. Cartas indesejadas ou duplicadas podem ser transformadas em Turds, que podem então ser gastas para criar novas cartas. Escondidos ao longo do jogo estão personagens não jogáveis que ajudam o jogador a se tornar um "Trombone Champ". Ao cumprir pedidos como oferecer uma certa quantidade de Toots ou Turds ou trocar Tromboner Cards específicos, os jogadores podem desbloquear personagens jogáveis adicionais, cores de trombone e conjuntos de sons. Há também um nível secreto de chefe que requer certas condições para ser totalmente derrotado e reivindicar o título de Trombone Champ.

## Desenvolvimento
O criador Dan Vecchitto pensava há muito tempo em um jogo para fliperama baseado em um controlador de slide de borracha semelhante a um trombone, mas a ideia sempre foi uma piada. Ele mais tarde teve a ideia de usar o cursor do mouse para atuar como o slide do trombone, e percebeu que um jogo poderia surgir disso. Seu estúdio, Holy Wow Studios, era um grupo de desenvolvedores em tempo parcial e, embora Vecchitto pensasse que levaria apenas cerca de seis meses para criar o jogo, eles levaram quatro anos. Duas características do jogo forçaram o tempo de desenvolvimento mais longo: a introdução dos Tromboner Cards, como uma paródia de loot boxes de outros jogos, e uma história envolvendo babuínos, que Vecchitto criou como paródia das narrativas da série Dark Souls.
O estúdio realizou um pequeno teste aberto do jogo um mês antes de seu lançamento planejado, e acabaram por receber uma quantidade de feedback muito maior do que a esperada. Quando o jogo foi lançado em setembro de 2022, a reação ao jogo se tornou viral, atraindo mais jogadores e feedback. Devido a isso, Vecchitto afirmou que considerou adicionar mais elementos ao jogo, bem como desenvolver versões do jogo para consoles.
Inicialmente lançado apenas para Windows, Trombone Champ tornou-se disponível para usuários de macOS em janeiro de 2023. Uma versão para o Nintendo Switch foi anunciada durante uma Nintendo Direct em 14 de setembro de 2023 e lançada no mesmo dia. A versão Switch apresenta opções de controle alternativas que usam os sensores giroscópicos e infravermelhos do Joy-Con para jogar o jogo.
A localização foi adicionada ao jogo em 14 de março de 2024, com suporte para dez idiomas, incluindo português brasileiro.

## Lista de faixas
Até 22 de março de 2024, Trombone Champ incluía um total de 60 faixas jogáveis: 50 arranjos de canções no domínio público, 8 composições originais e 2 composições fornecidas por artistas terceiros. A desenvolvedora Holy Wow Studios expandiu o número de faixas jogáveis através de atualizações gratuitas, e mostrou interesse em lançar conteúdo para download para também expandir a lista. Além das faixas oficiais listadas abaixo, há mods não oficiais que permitem que faixas personalizadas sejam adicionadas ao jogo.
  Domínio público   Original   Fornecida por terceiros
| Título                                 | Compositor                                    | Adicionado em                    |
| -------------------------------------- | --------------------------------------------- | -------------------------------- |
| "Also sprach Zarathustra"              | Richard Strauss                               | v1.00 (lançamento original)      |
| "Auld Lang Syne" (Champ Mix)           | Robert Burns, Holy Wow Studios                | v1.00 (lançamento original)      |
| "Baboons!"                             | Holy Wow Studios                              | v1.00 (lançamento original)      |
| "Quinta Sinfonia de Beethoven"         | Ludwig van Beethoven                          | v1.00 (lançamento original)      |
| "O Danúbio Azul"                       | Johann Strauss II                             | v1.00 (lançamento original)      |
| "Dança da Fada do Açúcar"              | Pyotr Ilyich Tchaikovsky                      | v1.00 (lançamento original)      |
| "Eine kleine" (Champ Mix)              | Wolfgang Amadeus Mozart, Holy Wow Studios     | v1.00 (lançamento original)      |
| "Eine kleine Nachtmusik" (Trap Mix)    | Wolfgang Amadeus Mozart, Holy Wow Studios     | v1.00 (lançamento original)      |
| "The Entertainer"                      | Scott Joplin                                  | v1.00 (lançamento original)      |
| "Entrada dos Gladiadores"              | Julius Fučík                                  | v1.00 (lançamento original)      |
| "God Save the King"                    | Desconhecido                                  | v1.00 (lançamento original)      |
| "Hava Nagila"                          | Abraham Zevi Idelsohn                         | v1.00 (lançamento original)      |
| "Long-Tail Limbo"                      | Max Tundra                                    | v1.00 (lançamento original)      |
| "O Canada"                             | Calixa Lavallée                               | v1.00 (lançamento original)      |
| "Old Gray Mare"                        | Thomas Francis McNulty                        | v1.00 (lançamento original)      |
| "SkaBIRD"                              | Holy Wow Studios                              | v1.00 (lançamento original)      |
| "Skip to My Lou"                       | Desconhecido                                  | v1.00 (lançamento original)      |
| "Stars and Stripes Forever"            | John Philip Sousa                             | v1.00 (lançamento original)      |
| "The Star-Spangled Banner"             | Francis Scott Key, John Stafford Smith        | v1.00 (lançamento original)      |
| "Take Me Out to the Ball Game"         | Albert Von Tilzer, Jack Norworth              | v1.00 (lançamento original)      |
| "Trombone Fuerte"                      | Holy Wow Studios                              | v1.00 (lançamento original)      |
| "Trombone Skyze"                       | Holy Wow Studios                              | v1.00 (lançamento original)      |
| "Warm-Up"                              | Holy Wow Studios                              | v1.00 (lançamento original)      |
| "Abertura de Guilherme Tell"           | Gioachino Rossini                             | v1.00 (lançamento original)      |
| "Rosamunde" (Beer Barrel Polka)        | Jaromír Vejvoda                               | v1.03 (21 de setembro de 2022)   |
| "Jarabe Tapatío"                       | Jesús González Rubio                          | v1.05 (29 de setembro de 2022)   |
| "ARE U READY 4 THIZ?"                  | Holy Wow Studios                              | v1.07 (15 de outubro de 2022)    |
| "Parabéns a Você" (Ska Mix)            | Patty Hill, Mildred J. Hill, Holy Wow Studios | v1.07 (15 de outubro de 2022)    |
| "Hino à Alegria"                       | Ludwig van Beethoven                          | v1.07 (15 de outubro de 2022)    |
| "Martian Killbots!!!"                  | Holy Wow Studios                              | v1.08 (30 de outubro de 2022)    |
| "The Celebrated Chop Waltz"            | Euphemia Allen                                | v1.085 (14 de novembro de 2022)  |
| "Sakura Sakura"                        | Desconhecido                                  | v1.087 (30 de novembro de 2022)  |
| "Taps"                                 | Daniel Butterfield, Oliver Wilcox Norton      | v1.088 (7 de dezembro de 2022)   |
| "La Marseillaise"                      | Claude Joseph Rouget de Lisle                 | v1.088 (7 de dezembro de 2022)   |
| "Jingle Bells (Jazz Mix)"              | James Lord Pierpont, Holy Wow Studios         | v1.089 (15 de dezembro de 2022)  |
| "Max Tundra's Silent Night"            | Franz Xaver Gruber, Max Tundra                | v1.089 (15 de dezembro de 2022)  |
| "Mars, the Bringer of War"             | Gustav Holst                                  | v1.0897 (3 de janeiro de 2023)   |
| "Funiculi, Funicula!"                  | Luigi Denza, Peppino Turco                    | v1.091 (16 de janeiro de 2023)   |
| "Gymnopédie No. 1"                     | Erik Satie                                    | v1.093 (31 de janeiro de 2023)   |
| "Old MacDonald"                        | Desconhecido                                  | v1.095 (10 de fevereiro de 2023) |
| "Commander Tokyo, The Dancing Robot"   | CV                                            | v1.096 (24 de fevereiro de 2023) |
| "The Sailor's Hornpipe"                | Desconhecido, Max Tundra                      | v1.096 (24 de fevereiro de 2023) |
| "St. James Trombonery Blues"           | Desconhecido, Holy Wow Studios                | v1.098 (17 de março de 2023)     |
| "Danny Boy"                            | Desconhecido, Frederic Weatherly              | v1.099 (1 de abril de 2023)      |
| "Na Gruta do Rei da Montanha"          | Edvard Grieg                                  | v1.099 (1 de abril de 2023)      |
| "Flight of the Bumblebee"              | Nikolai Rimsky-Korsakov                       | v1.10 (25 de abril de 2023)      |
| "Washington Post March"                | John Philip Sousa                             | v1.11 (2 de junho de 2023)       |
| "When the Saints Go Marching In"       | Desconhecido                                  | v1.11 (2 de junho de 2023)       |
| "O Barbeiro de Sevilha"                | Gioachino Rossini                             | v1.13 (11 de agosto de 2023)     |
| "Down by the Riverside"                | Desconhecido                                  | v1.14 (13 de setembro de 2023)   |
| "House of the Rising Sun"              | Desconhecido                                  | v1.15 (11 de outubro de 2023)    |
| "Hino Nacional Brasileiro"             | Francisco Manuel da Silva                     | v1.15 (11 de outubro de 2023)    |
| "She'll Be Coming 'Round the Mountain" | Desconhecido                                  | v1.16 (27 de outubro de 2023)    |
| "Jasmine Flower (Mo Li Hua)"           | Desconhecido                                  | v1.16 (27 de outubro de 2023)    |
| "Night on Bald Mountain"               | Modest Mussorgsky                             | v1.17 (17 de novembro de 2023)   |
| "Arirang"                              | Desconhecido                                  | v1.17 (17 de novembro de 2023)   |
| "O Christmas Tree"                     | Ernst Anschütz, Melchior Franck               | v1.18 (12 de dezembro de 2023)   |
| "God Rest Ye Merry, Gentlemen"         | Desconhecido                                  | v1.18 (12 de dezembro de 2023)   |
| "Habanera (de Carmen)"                 | Georges Bizet                                 | v1.19 (25 de janeiro de 2024)    |
| "Trombone Skyze (Nasty Mix)"           | Holy Wow Studios                              | v1.19 (25 de janeiro de 2024)    |

## Recepção
Trombone Champ recebeu análises "geralmente favoráveis" da crítica especializada, de acordo com o agregador de críticas Metacritic. O sentido de humor do jogo foi elogiado por diversos críticos, assim como a sua jogabilidade.
David Flynn, da GamingTrend, considerou o jogo "absolutamente hilário" e elogiou os "diversos e divertidos modos de controle" da versão para Nintendo Switch, mas criticou a imprecisão ocasional dos controles de movimento. Roland Ingram, da Nintendo Life, também criticou a calibragem dos controles de movimento, mas elogiou o modo para quatro jogadores presente no console, considerando-o um "grande jogo de festa", comentário que foi replicado por Kirk Hiner, da Pure Nintendo.
Além de elogiarem sua jogabilidade, Pezh J. da GameGrin e Mark Steighner da COGconnected destacaram a história inesperada do jogo, bem como o que o jogador deve fazer para avançar nela, mas criticaram seus gráficos "básicos". Heather Johnson Yu, da Hey Poor Player, também afirmou que há um "prazer em descobrir [a história] por si mesmo" e que Trombone Champ se tornou o seu "jogo de ritmo/música favorito de 2022".

### Prêmios
Trombone Champ foi indicado a um prêmio na categoria "Jogo de Estreia" no British Academy Games Awards, bem como na categoria "Jogo de Família do Ano" no D.I.C.E. Awards. Na premiação de fim de ano da PC Gamer de 2022, o jogo foi o vencedor da categoria "Melhor Jogo de Comédia" e indicado à categoria "Jogo do Ano". No mesmo ano, ele foi indicado na categoria "Melhor Jogo para PC" na premiação de fim de ano da Destructoid e venceu o prêmio de "Melhor Jogo de Ritmo" na premiação de fim de ano da Esquire.
Diversas publicações incluíram Trombone Champ em listas de fim de ano. Em uma lista sem classificações, The New Yorker o incluiu como um dos "Melhores Jogos Eletrônicos de 2022"; a Forbes o considerou o 17º melhor jogo e 11º melhor jogo independente de 2022, e a Paste o incluiu em sua lista dos "20 Melhores Jogos para PC de 2022" na 16ª posição.

### Vendas
Trombone Champ alcançou popularidade na Steam depois de se tornar um meme. Uma semana após o seu lançamento, o jogo foi classificado entre os 10 jogos mais vendidos na Steam. No primeiro mês de vendas na plataforma, ele vendeu cerca de 100 mil cópias.